# Олимпијски стадион у Берлину
Олимпијски стадион у Берлину је спортски стадион у Берлину. Стадион је направљен за Летње олимпијске игре 1916. које због Првог светског рата нису одржане. Архитекта стадиона је Немац Вернер Марш.
Тек 1936. Берлин је био поново домаћин летњих олимпијских игара, и тада овај стадион коришћен. Током Другог светског рата, стадион је претрпео малу штету. После рата је војска Уједињеног Краљевства користила овај стадион за војску.
Фудбалски клуб Херта Берлин из Бундеслиге је домаћин стадиона. Олимпијски стадион у Берлину је био један од десет стадиона који што су били домаћини Светског првенства у фудбалу 1974.

## Историја
Планиран за летње олимпијске игре 1916, које су отказане због Првог светског рата, Берлин је угостио најбоље спортисте света 20 година касније на ОИ 1936. Нацисти су решили да такмичење искористе за пропагандну своје политичке идеје, а то је гарантовало грандиозне објекте и спектакуларне представе.
Стадион је испунио сва очекивања - капацитета 110 хиљада гледалаца био је смештен на Олимпијском тргу. Међутим, идеја да докажу супериорност германске расе доживела је тежак ударац када је Џеси Овенс освојио четири златне медаље. што ће бити најбољи атлетски скор било кога до данас (само је Карл Луис остварио исти успех у Лос Анђелесу на ОИ 1984. године.).
Шокантно је да је стадион у сравњеном Берлину остао безмало нетакнут током Другог светског рата, упркос савезничком бомбардовању и нападу Црвене армије.
После рата стадион није имао прилику да угости озбиљнија спортска такмичења до 1963, када је Херта Берлин ушла у уводну сезону Бундеслиге. Тада се најпопуларнији берлински клуб ту преселио са свог Плумпеа, смештеног одмах до новоподигнутог зида.
Стадион ће прву озбиљну послератну приредбу видети у првој фази СП 1974. године (по један меч обе Немачке против Чилеа), а пет година касније ту је играно и полуфинале Купа УЕФА, у којем је Звезда елиминсала домаћина.
Од 1985. Олимпијски стадион добија потпуно нови статус, јер се до тада сви финални мечеви Купа Немачке играју на њему. Расправа о променама за СП 2006. трајале су годинама, а у реконструкцију је уложено 242 милиона евра.
Отварање је одржано у два дана - 31. јула и 1. августа 2004. године, уз концерте првог и утакмице другог дана. Преуређени стадион прима 76 хиљада људи, па је други по величини у Немачкој после Сигнал Идуна парка.

## Светско првенство у фудбалу 2006.
| датум         | време | тим #1   | резултат         | тим #2    | група        | Гледалаца |
| ------------- | ----- | -------- | ---------------- | --------- | ------------ | --------- |
| 13. јун 2006. | 21.00 | Бразил   | 1-0              | Хрватска  | Група Ф      | 72.000    |
| 15. јун 2006. | 21.00 | Шведска  | 1-0              | Парагвај  | Група Б      | 72.000    |
| 20. јун 2006. | 16.00 | Еквадор  | 0-3              | Немачка   | Група А      | 72.000    |
| 23. јун 2006. | 16.00 | Украјина | 1-0              | Тунис     | Група Х      | 72.000    |
| 30. јун 2006. | 17.00 | Немачка  | (1:1) 4-2 (пен.) | Аргентина | Четвртфинале | 72,000    |
| 9. јул 2006.  | 20.00 | Италија  | (1:1) 3-1 (пен.) | Француска | Финале       | 72,000    |